# تامی آرکسدن
تامی آرکسدن (انگلیسی: Tommy Arkesden؛ ژوئیه ۱۸۷۸ – ۲۵ ژوئن ۱۹۵۱) بازیکن فوتبال اهل پادشاهی متحد بریتانیای کبیر و ایرلند بود.
از باشگاه‌هایی که در آن بازی کرده‌است می‌توان به باشگاه فوتبال دربی کانتی، باشگاه فوتبال گینزبورو ترینیتی، و باشگاه فوتبال منچستر یونایتد اشاره کرد.